# Conasprella delessertii
Conasprella delessertii is een in zee levende slakkensoort uit de familie Conidae. De wetenschappelijke naam van de soort is voor het eerst geldig gepubliceerd in 1939 door Bartsch als Conus delessertii.